# Ledyard (Connecticut)
Ledyard è un comune di 15.172 abitanti degli Stati Uniti d'America, situato nella Contea di New London nello Stato del Connecticut.